# NGC 3212
NGC 3212 is een balkspiraalstelsel in het sterrenbeeld Draak. Het hemelobject werd op 26 september 1802 ontdekt door de Duits-Britse astronoom William Herschel.

## Synoniemen
- UGC 5643
- IRAS10232 8004
- MCG 13-8-21
- KCPG 237A
- ZWG 350,54
- VV 319
- ZWG 351,23
- NPM1G 80,0059
- Arp 181
- PGC 30813